# Sybra obliquefasciata
Sybra obliquefasciata är en skalbaggsart som beskrevs av Stefan von Breuning 1938. Sybra obliquefasciata ingår i släktet Sybra och familjen långhorningar. Inga underarter finns listade i Catalogue of Life.